# Une Bastholm
Une Aina Bastholm (Trondheim, 14 januari 1986) is een Noors politicus en lid van het Storting voor Miljøpartiet De Grønne.
In 2016 werd ze verkozen tot woordvoerder van haar partij, een functie die ze uitvoert samen met Rasmus Hansson. Bij de Noorse parlementsverkiezingen van 2017 trok ze de lijst van Miljøpartiet De Grønne in het kiesdistrict Oslo. Ze slaagde er als enige van haar partij in een zetel te bemachtigen in het Storting.